# Eric Abrahamsson
Carl Eric Abrahamsson, född 13 april 1890 i Stockholm, död där 3 november 1942, var en svensk skådespelare.

## Biografi
Eric Abrahamsson var son till målarmästaren Carl August Abrahamsson och Augusta Charlotta Eriksson. Abrahamsson studerade vid Elin Svenssons teaterskola från 1907 och scendebuterade 1909 vid Svenska teatern. Därefter var han engagerad vid John Lianders teatersällskap 1909-10, vid Arthur Rehns operettsällskap och 1912-13 vid Axel Lindblads operettsällskap med turnéer på landsorten.
Abrahamsson var även engagerad vid Anna Norries och Oskar Textorius teatersällskap.
Eric Abrahamsson engagerades som operettskådespelare vid Apolloteatern i Helsingfors 1913 - 1916 samt Wasa Teater. Han återkom 1917 till Sverige och deltog då i Valborg Hanssons turné med Stöflett-Katrine och återkom senare till den av Lili Ziedner ledda cabareten Läderlappen.
Han medverkade i många år i Karl Gerhards revyer som sketchaktör. I Stockholm var han engagerad vid Folkteatern, Vasateatern med flera.

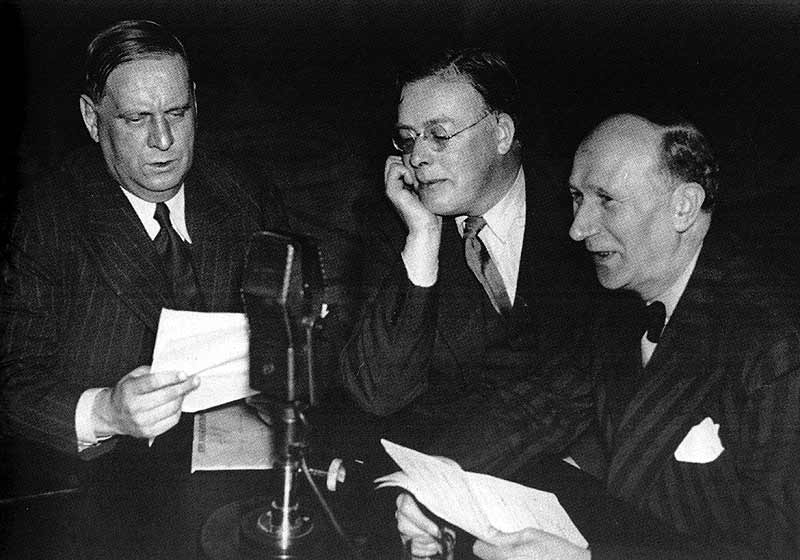
Eric Abrahamsson som Pessimisten, Ludde Gentzel som Optimisten och i mitten författaren Helge Härneman.

Abrahamsson blev mest känd som den dystra Pessimisten i Helge Härnemans radioserie med dialoger mellan Optimisten och pessimisten, där han spelade mot Optimisten Ludvig Gentzel.
Eric Abrahamsson filmdebuterade 1917 i Victor Sjöströms Terje Vigen, och kom att medverka i drygt 60 filmer. Han var knuten till Svensk Filmindustri från 1928.
Abrahamsson avled i leversjukdom på Sankt Görans sjukhus i Stockholm 1942 och han är gravsatt på Norra begravningsplatsen i Stockholm.

## Filmografi
- 1917 – Terje Vigen
- 1931 – Trötte Teodor
- 1931 – Röda dagen
- 1931 – En kärleksnatt vid Öresund
- 1931 – Dantes mysterier
- 1932 – Sten Stensson Stéen från Eslöv på nya äventyr
- 1932 – Svarta rosor
- 1932 – En stulen vals
- 1932 – Kärleksexpressen
- 1933 – Hemslavinnor
- 1933 – Kära släkten
- 1933 – Kärlek och dynamit
- 1933 – Kanske en diktare
- 1933 – Flickan från varuhuset
- 1934 – Sången till henne
- 1934 – Fasters millioner
- 1934 – Eva går ombord
- 1934 – Äventyr på hotell
- 1935 – Smålänningar
- 1935 – Kärlek efter noter
- 1935 – Flickornas Alfred
- 1935 – Munkbrogreven
- 1935 – Ebberöds bank
- 1936 – Kärlek och monopol
- 1936 – Släkten är värst
- 1936 – Spöket på Bragehus
- 1936 – Annonsera
- 1936 – Han, hon och pengarna
- 1936 – Kvartetten som sprängdes
- 1937 – Pappas pojke
- 1937 – Lyckliga Vestköping
- 1937 – Häxnatten
- 1937 – En flicka kommer till sta'n
- 1937 – John Ericsson - segraren vid Hampton Roads
- 1938 – Styrman Karlssons flammor
- 1938 – Blixt och dunder
- 1938 – Den stora kärleken
- 1938 – Med folket för fosterlandet
- 1938 – Goda vänner och trogna grannar
- 1939 – I deklarationstider
- 1939 – Rena rama sanningen
- 1939 – Landstormens lilla Lotta
- 1940 – Gentleman att hyra
- 1940 – En, men ett lejon!
- 1940 – Lillebror och jag
- 1940 – Snurriga familjen
- 1940 – Stora famnen
- 1940 – Kyss henne!
- 1941 – Den ljusnande framtid
- 1941 – Springpojkar är vi allihopa
- 1941 – I natt - eller aldrig
- 1941 – Lärarinna på vift
- 1941 – Spökreportern
- 1941 – Stackars Ferdinand
- 1941 – Göranssons pojke
- 1942 – Sexlingar
- 1942 – Det är min musik
- 1942 – En trallande jänta
- 1942 – Flickan i fönstret mitt emot
- 1952 – Snurren direkt
- 1962 – Fåfängans marknad
- 1973 – Anderssonskans Kalle i busform

## Teater

### Roller (ej komplett)
| År   | Roll            | Produktion                                                            | Regi             | Teater                                    |
| ---- | --------------- | --------------------------------------------------------------------- | ---------------- | ----------------------------------------- |
| 1921 | Medverkande     | Vart ska vi annars gå, revy Karl Gerhard                              | Olle Nordmark    | Folkteatern Flyttad till Mosebacketeatern |
| 1922 | Medverkande     | Ställ er i kön, revy Karl Gerhard                                     |                  | Folkan                                    |
| 1922 |                 | Hasard Alfred Savoir                                                  | Vilhelm Bryde    | Turné                                     |
| 1926 | Chinard, målare | Benjamin René Mercier, André Bardé och Benjamin Rabier                | Nils Johannisson | Södra Teatern                             |
| 1927 | Ferrier         | Drottning Helena Oscar Straus, Ernst Marischka, Bruno Granichstaedten | Naima Wifstrand  | Folkteatern                               |
| 1930 | Filip Lamell    | Krasch Erik Lindorm                                                   | Sigurd Wallén    | Folkteatern                               |
| 1931 | Skomakare Ferm  | 33.333 Algot Sandberg                                                 | Sigurd Wallén    | Folkteatern                               |
| 1932 | Godsägaren      | Vi som går köksvägen Gösta Stevens                                    | Nils Lundell     | Södra Teatern                             |
| 1933 | Medverkande     | Oss greker emellan Karl Gerhard                                       |                  | Folkteatern                               |
| 1933 | Medverkande     | Ett leende år, revy Gösta Stevens och Kar de Mumma                    | Björn Hodell     | Södra Teatern                             |
| 1933 |                 | Lyckliga Jönsson Toralf Sandø                                         | Björn Hodell     | Södra Teatern                             |
| 1934 | Medverkande     | Mitt vänliga fönster, revy Karl Gerhard                               | Karl Gerhard     | Folkteatern                               |
| 1934 | Medverkande     | Sol över Söder, revy                                                  |                  | Södra Teatern                             |
| 1937 | Medverkande     | Karl Gerhards vershus, revy Karl Gerhard                              |                  | Folkan                                    |
| 1939 | Gustafsson      | Kungens komedi Oscar Rydqvist                                         | Martha Lundholm  | Vasateatern                               |
| 1939 | Gaston          | Christian Yvan Noé                                                    | Martha Lundholm  | Vasateatern                               |
| 1940 | Brasset         | Charleys tant Brandon Thomas                                          | Leif Amble-Naess | Södra teatern, flyttad till Vasateatern   |